# Xã Larchwood, Quận Lyon, Iowa
Xã Larchwood (tiếng Anh: Larchwood Township) là một xã thuộc quận Lyon, tiểu bang Iowa, Hoa Kỳ. Năm 2010, dân số của xã này là 1.400 người.